# Lareiga decor
Lareiga décor là một loài tò vò trong họ Ichneumonidae.